# Gare de Paradiso
La gare de Paradiso est une halte ferroviaire luxembourgeoise de la ligne 1b de Kautenbach à Wiltz, située en forêt à côté du lieu-dit Tutschemillen sur le territoire de la commune de Wiltz, dans le canton de Wiltz.
C'est une halte ferroviaire, mise en service en 1997 par la Société nationale des chemins de fer luxembourgeois (CFL). Elle est desservie par des trains Regional-Express (RE) et Regionalbunn (RB).

## Situation ferroviaire
Établie à 316 mètres d'altitude, la gare de Paradiso est située au point kilométrique (PK) 7,100 de la ligne 1b de Kautenbach à Wiltz, entre les gares de Merkholtz et de Wiltz.

## Histoire
La halte de Paradiso est mise en service en 1997, par la Société nationale des chemins de fer luxembourgeois (CFL). Elle est bordée par l'ancienne maison de garde-barrière, devenu un gîte géré par les scouts Saint-Sébastien de Wiltz.
En 2004, la halte est rénovée lors des travaux de rénovation de la voie ferrée.

## Service des voyageurs

### Accueil
Halte CFL, c'est un point d'arrêt non géré (PANG) à accès libre. Arrêt facultatif, il faut faire signe en levant la main si l'on est sur le quai — la vitesse de référence de la ligne étant de 55 km/h — et prévenir le personnel si l'on est dans le train. La halte est équipée d'un abri et dispose d'un automate pour l'achat de titres de transport.

### Dessertes
Paradiso est desservie par des trains Regional-Express (RE) et Regionalbunn (RB) de la ligne Kautenbach - Wiltz,.

### Intermodalité
Il n'y a pas de parking ou de desserte par le Régime général des transports routiers à cette halte.